# Bite the Bullet
Bite the Bullet est un jeu vidéo de tir et de rôle de type roguelite développé par Mega Cat Studios. Il est sorti sur Microsoft Windows et Nintendo Switch le 13 août 2020 et sur Xbox One le 14 août 2020.

## Système de jeu
Bite the Bullet est un jeu de plateforme dans lequel les joueurs contrôlent un mercenaire avec la capacité de manger ses ennemis une fois vaincus et des parties de l'environnement. Au fur et à mesure que le joueur progresse dans le jeu, il a la possibilité d'améliorer les attributs et les capacités de son personnage, comme la capacité de geler les ennemis, via plusieurs arbres de compétences et classes de personnages basés sur un régime alimentaire. Par exemple, l'arbre de compétences "Vegan Slaughterer of the Soil" ne peut consommer que des plantes, tandis que le Gorivores peut permettre de manger des ennemis à base de viande.

## Développement
Bite the Bullet a été annoncé par Mega Cat Studios en juin 2019 via une entrée de blog sur leur site officiel. Alors que le jeu est actuellement en développement pour Windows, les développeurs prévoient une version Linux. En août 2019, le Mega Cat a annoncé que le jeu était également en cours de développement pour la Xbox One et la Nintendo Switch. Le jeu viendra également sur PS4.
De plus, Mega Cat Studios ajoute un mode Synthwave, qui présente des graphismes et des chansons modifiés par les musiciens synthwave Waveshaper, Night Runner, Retroxx et Magic Sword.

## Accueil
Bite the Bullet est présenté dans le cadre de l'Indie Megabooth au cours de la PAX East 2019 et 2020. Lors de ces évènements, la presse spécialisée décrit le jeu comme étant « similaire à Contra mais revisité ». Le jeu est également présenté dans le cadre du Media Indie Exchange de 2019 à Seattle et à Los Angeles.